# 小行星117711
小行星117711（117711 Degenfeld）是一颗绕太阳运转的小行星，为主小行星带小行星。该小行星于2005年4月发现。
該小行星以匈牙利業餘天文學家貝塔·德根費爾德-紹姆堡（Berta Degenfeld-Schomburg）命名。

## 轨道参数
小行星117711的轨道半长轴为400 708 686 km，2.6785340 UA，离心率为0.061。